# Soziologische Akteurmodelle
Als Soziologische Akteurmodelle werden in der Soziologie theoretische Modelle bezeichnet, mit denen versucht wird, das Verhalten und insbesondere das soziale Handeln von Akteuren zu erklären. Akteure können in diesen Betrachtungen sowohl einzelne Individuen als auch als Einheit aufgefasste Gruppen von Individuen – so genannte kollektive Akteure – sein. Die bekanntesten und am häufigsten angewandten soziologischen Akteurmodelle sind der Homo oeconomicus und der Homo sociologicus.

## Allgemeines
Als allen soziologischen Akteurmodellen gemein lässt sich der Versuch bezeichnen, Gesetzmäßigkeiten in den Handlungswahlen von Akteuren zu finden. Um Gesetzmäßigkeiten ausfindig machen zu können, wird den Akteuren dabei unterstellt, dass ihr Handeln strukturell beeinflusst ist. Welche Arten von strukturellen Einflüssen zur Erklärung von Handlungswahlen herangezogen werden, ist je nach Modell und Anwendung unterschiedlich.

## Verhalten, Handeln und soziales Handeln
Wie auch sonst in der Soziologie wird bei der Beschreibung von Akteurmodellen oft zwischen Verhalten sowie Handeln und sozialem Handeln unterschieden. Diese Unterscheidung geht unter anderem zurück auf Max Weber. Als Handeln gilt dabei solches Verhalten, mit dem das handelnde Subjekt einen subjektiven Sinn verbindet. Das Handeln wiederum wird dann zu sozialem Handeln, wenn es seinem subjektiven Sinn nach auf das Verhalten anderer Subjekte bezogen ist.

## Verortung innerhalb der Soziologie
Die Beziehung der soziologischen Akteurmodelle zu anderen soziologischen Betrachtungen lässt sich beispielhaft an Konzepten von Anthony Giddens und Hartmut Esser aufzeigen.
Nach der von Anthony Giddens formulierten Strukturationstheorie und dem in ihr enthaltenen Konzept der Dualität der Struktur sind die strukturellen Eigenschaften sozialer Systeme  „sowohl Medium wie Ergebnis der Praktiken, die sie rekursiv organisieren“ (Giddens 1988, S. 77).  Diese Betrachtung deutet darauf hin, dass das Verhalten von Akteuren zum einen durch die Struktur sozialer Systeme beeinflusst wird, diese Strukturen zum anderen aber auch durch das Verhalten der Akteure produziert – also ähnlich reproduziert oder verändert – werden. Die Beeinflussung von Strukturen und Verhalten ist also wechselseitig.
Ein ähnlicher Sachverhalt lässt sich aus den von Hartmut Esser unterschiedenen drei Logiken der Situation, Selektion und Aggregation ableiten: Während die Logik der Situation die beeinflussenden strukturellen Bedingungen und die Logik der Selektion die von Akteuren getroffenen Handlungswahlen kennzeichnet, bezeichnet die Logik der Aggregation die aus den jeweils vorhergehenden strukturellen Bedingungen und Handlungswahlen entstehende neue Logik der Situation.
In diesen eher ganzheitlichen Betrachtungen lassen sich zwei Theoretisierungsansätze von Sozialität ausmachen, die, würde man es bei diesen belassen, zu den von Alan Dawe so bezeichneten zwei Soziologien führen würden: der strukturtheoretischen Soziologie sozialer Systeme und der handlungstheoretischen Soziologie sozialen Handelns.  Die soziologischen Akteurmodelle ließen sich in einer solchen Betrachtung als Handlungstheorien der zweiten dieser beiden „Soziologien“ zuordnen.

## Beispiele für Akteurmodelle

### Homo sociologicus
Dem Akteurmodell des Homo sociologicus zufolge zeichnen sich Akteure dadurch aus, dass ihr Handeln primär durch Rollenerwartungen bestimmt ist, die an von ihnen besetzte Rollen gerichtet sind. Diese Rollenerwartungen gehen von verschiedenen Bezugsgruppen der jeweiligen Rollen aus, welche die Erfüllung dieser Erwartungen durch positive und negative Sanktionen durchzusetzen versuchen. Üblicherweise wird von einer Internalisierung vieler Rollenerwartungen durch die Akteure ausgegangen.
Von einfachen Anwendungen des Homo sociologicus, bei denen die Akteure durch bloßes Erfüllen der an sie gestellten Rollenerwartungen gekennzeichnet sind, lassen sich solche Anwendungen unterscheiden, in denen Akteuren in mehr oder weniger großem Umfang gestattet oder auch abverlangt wird, ihre Rollen selbst auszugestalten. Als Anlass für solches Rollengestalten werden insbesondere Rollenkonflikte angesehen, z. B. Unvereinbarkeiten zwischen Rollenerwartungen, die von verschiedenen Bezugsgruppen der Rolle eines Akteurs oder an verschiedene von ihm besetzte Rollen gestellt werden.
Ein alltägliches Beispiel würde hierbei eine Managerin darstellen, die unterschiedliche Rollen in ihrem Leben verkörpert:
- Frau
- Mutter
- Ehefrau
- Managerin
- Mitglied im Tennisverein

Jeder dieser Rollen ist stark von den rollenspezifischen sozialen Normen abhängig. So wird von einer Frau erwartet eher herzlich, träumerisch, emotional, sensibel etc. zu sein, wohingegen eine Managerin eher mit härteren Attributen wie gnadenlos, rational, restriktiv etc. verbunden wird. Diese teilweise sehr unterschiedlichen sozialen Normen, die eng mit den Rollen einer Person verknüpft sind, rufen häufig Inter- oder Intrarollenkonflikte (siehe hierzu: Rollenkonflikt) hervor. Ein für diesen Fall typischer Interrollenkonflikt ist, dass diese Frau sich entscheiden muss, wie sie ihre Freizeit verbringt. Sie könnte im Tennisverein bei der Buchhaltung helfen, Zeit mit ihren Kindern verbringen, mit ihrem Mann ins Kino gehen oder doch noch einmal ihre beruflichen E-Mails abrufen. Es liegt in diesem Fall also ein Konflikt zwischen den Erwartungen der verschiedenen Rollen unserer Managerin vor. Ein Intrarollenkonflikt bezieht sich hingegen auf eine Rolle und konfligierende Erwartungen verschiedener Bezugsgruppen an diese. So könnten beispielsweise die Angestellten der Firma, in der unsere Managerin arbeitet, vom Management höhere Gehälter und weniger Überstunden fordern, während die Firmenleitung aufgrund des internationalen Wettbewerbs auf weitere Gehaltssenkungen drängt. Hier kommt es also zu einem Konflikt zwischen verschiedenen Ansprüchen von verschiedenen Gruppen, die für die Managerin in einer ihrer Rollen relevant sind.

### Homo oeconomicus
Mit Homo oeconomicus wird ein Akteurmodell bezeichnet, welches nicht zuletzt in den Wirtschaftswissenschaften und speziell in der Mikrosoziologie Verwendung findet. Demnach versuchen Akteure, auf der Grundlage – je nach Anwendung – vollkommener oder begrenzter Kenntnisse ihrer in jedem Fall eingeschränkten Handlungsmöglichkeiten sowie deren Konsequenzen rational diejenige Handlungsalternative auszuwählen, welche ihnen den größten Nutzen bringt – abhängig von den jeweils verfolgten Zielen. Diesem Akteurmodell liegt die Theorie der rationalen Entscheidung zugrunde.
Ein einfaches Beispiel für die Anwendung des Homo oeconomicus-Modells ist das eines Konsumenten, der mit begrenzten Geldmitteln versucht, aus dem ihm zur Verfügung stehenden Warenangebot eine möglichst vorteilhafte Auswahl zu treffen. Für diese Auswahl werden Prospekte mit Angeboten gesichtet und die Preise zwischen unterschiedlichen Verkäufern verglichen. Streng genommen würde der Homo oeconomicus jedoch nicht für ein um fünf Cent billigeres Produkt an das andere Ende der Stadt fahren, da auch Zeit und Benzin bei der Kaufentscheidung eine Rolle spielen. Somit ist der Homo oeconomicus eine Persönlichkeit, die immer sehr genau die Kosten im Verhältnis zum Nutzen abwägt. Die Entscheidung wird zudem stets auf der Grundlage aller verfügbaren Informationen getroffen.

### Homo culturalis
Der Ökonom Siegfried Katterle setzt dem homo oeconomicus den homo culturalis entgegen. Dieses Leitbild Katterles ist, so Peter Ulrich, „das Leitbild eines lebensklugen Bürgers […], dessen Individuation (personale Identitätsentwicklung) von seiner sozialen Integration nicht ablösbar ist“. Katterle schreibt auch Gerhard Weisser, der auf ihn großen Einfluss hatte, das Menschenbild eines homo culturalis zu, nämlich das einer „polythematisch motivierten enkulturierten Person“ mit vielfältigen Anliegen und inneren Bindungen. Wie Ulrich betont, sei Katterle zufolge diese Person nicht nur durch die einseitige Erfolgslogik des homo oeconomicus geprägt („Ich  rechne, also bin ich“), sondern ebenso durch die normative Logik der Zwischenmenschlichkeit („Ich fühle Sympathie, also bin ich“).
Auch Stephan Panther und Hans G. Nutzinger sehen einen Gegensatz zwischen einem homo oeconomicus und einem homo culturalis. Für diese Autoren beobachtet,  beschreibt und interpretiert der „homo culturalis“ andere und sich selbst, und er formt in diesem Prozess seine Identität. Diesen Prozess vollzieht er durch Verständigung, vor allem durch sprachliche Symbole. Diese sind mit gemeinsamen Praktiken verwoben und auf konkrete Situationen und die körperliche Anwesenheit bezogen. Der homo culturalis entwickelt im Zuge der Selbstbeschreibung individuelle ebenso wie kollektive  Identitäten. Der Gegensatz zwischen dem homo oeconomicus und einem homo culturalis könne nicht größer sein; so ist zum Beispiel die Verständigung für Letzteren wesentlich, über Ersteren könne man hingegen fast ohne Übertreibung sagen: „Der homo oeconomicus spricht nicht“.

### Emotional Man
Der Emotional Man ist ein Akteursmodell, welches von der schwedischen Soziologin Helena Flam in ihrem Werk The Emotional Man and the Problem of Collective Action näher dargestellt wird. Dabei unterscheidet sie den emotional man in zwei Formen. Den pure emotional man und den constrained emotional man. Der pure emotional man lebt im Unterschied zum constrained emotional man seine Emotionen immer ungehindert aus. Er kümmert sich nicht um gesellschaftliche Normen, sondern lebt seine Gefühle offen aus. Im Gegensatz dazu will der constrained zwar auch seine Emotionen ausleben, lässt sich aber durch die Normen in seiner Welt beeinflussen.
Der pure emotional man ist in unserer heutigen Gesellschaft nur selten anzutreffen, da die sozialen Normen und die daraus resultierenden Restriktionen gefürchtet werden. Allerdings kann man den pure emotional man oftmals bei betrunkenen Menschen beobachten. Diesen ist oftmals aufgrund ihres Alkoholpegels egal, wie sie auf ihre Umwelt wirken und leben offen die Gefühle aus, die ihnen gerade in den Sinn kommen. So ist eine betrunkene Person, die plötzlich bei einem traurigen Lied anfängt in aller Öffentlichkeit zu weinen, ein Beispiel für das Konstrukt des pure emotional man.
Der constrained emotional man ist in der Realität bedeutend häufiger zu beobachten. Eine nicht alkoholisierte Person würde bei einem traurigen Lied vermutlich nicht anfangen zu weinen, auch wenn ihr danach ist, weil die Normen ihr sagen, dass dieses Verhalten in der Öffentlichkeit als unangemessen gesehen wird. Ein anderes Beispiel für den constrained emotional man ist eine Stewardess, die zwar einen schlechten Tag hat, aber trotzdem für die Fluggäste ihr schönstes Lächeln aufsetzt. Dieses Verhalten liegt darin zu Grunde, dass die Stewardess sich darüber bewusst ist, dass von Flugbegleitern erwartet wird fröhlich und freundlich zu sein. Sie passt sich also dieser sozialen Norm an und betreibt das, was man Gefühlsarbeit nennt.

### Identitätsbehaupter
Das Akteursmodell des Identitätsbehaupters geht auf den Soziologen Uwe Schimank zurück. Dieser setzt neben dem homo soziologicus, dem homo oeconomicus und dem emotional man das Modell des Identitätsbehaupters. Hierzu schreibt er: „Die Identität einer Person ist ihr Selbstbild; und es gibt Handlungen, die wir nur oder hauptsächlich ausführen, weil wir nach außen und uns selbst dokumentieren wollen, wie wir uns selbst sehen.“ In diesem Zitat wird klar, dass der Identitätsbehaupter eine Person ist, die ein klares Bild darüber hat, wer sie ist, wer sie sein will und wer sie sein soll. Anhand dieses Selbstbildes werden Entscheidungen getroffen.
Der Identitätsbehaupter ist in Realität eine Person, deren Hauptaugenmerk darauf liegt, der eigenen Person entsprechend konsequent zu handeln. Angenommen eine Person würde ihre Identität unter anderem dadurch festlegen, dass sie zu allen Personen in ihrer Umgebung völlig ehrlich ist. Diese Person würde als reiner Identitätsbehaupter also auch ihrem/seinem Chef immer offen die Meinung sagen, auch wenn sie/er dadurch Gefahr läuft gekündigt zu werden. Genauso kann ein Identitätsbehaupter für sich entscheiden ein Pazifist zu sein und deswegen den Wehrdienst verweigern. Dadurch kann es für diese Person zu hohen Kosten in Form von bürokratischen Barrieren oder auch gesetzlichen Strafen kommen. Doch einem „reinen“ Identitätsbehaupter sind diese Folgen egal, solange er „sich selbst treu bleibt“.

## Vergleich der Akteurmodelle
Die Akteurmodelle weisen Gemeinsamkeiten und Unterschiede auf. Unterschiede bestehen beispielsweise in den Annahmen bezüglich der Anzahl der Alternativen, die bei der Auswahl Berücksichtigung finden. Der Homo Oeconomicus ist (in der Regel) über alle Alternativen vollständig informiert. Eine solche Annahme liegt dem Homo Sociologicus nicht (explizit) zugrunde.
Zu den Gemeinsamkeit von Homo Sociologicus, Homo Oeconomicus, emotional man und Identitätsbehaupter zählt aufgrund der Funktion dieser Modelle die Absicht, menschliches Handeln zu erklären. Dabei ist zu beachten, dass in Realität ein Mensch (in der Regel) nicht nur nach einem Modell handelt. So sind diese Modelle in der Theorie zwar vollständig, ergänzen sich aber in der Praxis. Das bedeutet, dass nur äußerst selten das Handeln einer Person nur durch ein Modell alleine erklärt werden kann.
Wenn man sich beispielsweise eine Situation vorstellt, in der eine Managerin von ihrem Vorgesetzten gezwungen wird, einen Mitarbeiter zu entlassen. Hierbei sollte bedacht werden, dass die Managerin sich grundsätzlich als verständnisvoll, aber auch ehrlich betrachtet und nach diesem Konzept (grundsätzlich) auch handeln will. Wird sie jetzt von ihrem Chef gezwungen, einen Mitarbeiter aus finanzieller Sicht zu kündigen, wird sie in eine Zwangslage gebracht. Der homo oeconomicus in ihr ist sich darüber bewusst, dass diese Entscheidung rein rationaler Natur ist und deswegen auch absolut nachvollziehbar ist. Der emotional man in ihr hat aber Mitleid mit dem Mitarbeiter und fühlt sich bei der Kündigung unwohl. Sie hätte Einwände gegen diese Kündigung, aber durch ihre Rolle als Untergebene ihres Chefs (homo soziologicus) und der Angst vor einer Auseinandersetzung (womöglich höhere Kosten als die Kündigung des Mitarbeiters – homo oeconomicus) behält sie ihre Meinung für sich. Diese Haltung widerspricht allerdings ihrer Persönlichkeit und dadurch dem Identitätsbehaupter-Modell. Wie die Managerin letztendlich handelt ist nicht eindeutig festzulegen. Diese Entscheidung ist zu sehr von dem jeweiligen Individuum abhängig. In diesem Fall kann beispielsweise die Tagesverfassung der Managerin darüber entscheiden, ob sie sich für die Kündigung entscheidet oder sich auf die Seite des Mitarbeiters stellt und für eine Alternativlösung einsteht.

## Weitere Beispiele
Auch die folgenden in den Sozial- und Wirtschaftswissenschaften verwendeten Akteurmodelle lassen sich als Beispiele aufführen:
1. Homo oecologicus: der Mensch als ökologisch handelndes Wesen
2. Homo culturalis: Gegenmodell zum Homo oeconomicus nach Walter Eucken, starke Schnittmengen mit den Konzepten des Homo sociologicus und Homo oecologicus
3. Homo reciprocans: berücksichtigt das Verhalten anderer Akteure bei der Nutzenfunktion mit
4. Homo laborans: der Mensch als arbeitendes Wesen
5. Homo ludens: der Mensch als spielendes Wesen

Auch sollte man sich im Bezug auf die Akteurmodelle die Einteilung des sozialen Handelns nach Max Weber ansehen, der in seinen Ausführungen vier Typen unterscheidet: zweckrationales, wertrationales, affektuelles und traditionelles Handeln.